# Zihuatanejo
Zihuatanejo (ursprungligen Cihuatlan med betydelsen kvinnoplatsen på nahuatl) är en fiske- och turistort vid Stillahavskusten i delstaten Guerrero i södra Mexiko. Staden ligger cirka 300 kilometer nordväst om Acapulco och har en beräknad folkmängd av 63 532 invånare 2009, med totalt 106 540 invånare i hela kommunen på en yta av 1 922 km². Kommunens officiella namn är José Azueta, och inom dess gräns hittar man bland annat semesterorten Ixtapa. 
Staden har en naturlig hamn, om än inte så skyddad som Acapulcos. Under den spanska tiden anlöptes hamnen regelbundet av spanska galleoner. En av stränderna är känd under namnet Playa de la Ropa (klädstranden) av att en last med tyg och orientaliska kläder från en förlist galleon spolades upp i stora mängder på denna strand någon gång under 1700-talet.
I den sista scenen av filmen Nyckeln till frihet kommer Red (spelad av Morgan Freeman) till Zihuatanejo och träffar sin förrymda medfånge Andy (spelad av Tim Robbins) efter att ha suttit i fängelse i 40 år. Själva scenen spelades in på Jungfruöarna.